# Polina Bogoesevitsj
Polina Sergejevna Bogoesevitsj (Russisch: Полина Сергеевна Богусевич; Moskou, 4 juli 2003) is een Russisch zangeres. Ze vertegenwoordigde Rusland op het Junior Eurovisiesongfestival 2017 met het nummer "Wings" en won de wedstrijd. Zij was de tweede winnende Russische deelnemer aan het Junior Eurovisiesongfestival.
Ze deed eerder mee aan seizoen één van Golos deti, waar ze doorging naar de Battle-shows.

## Levensloop

### Beginjaren
Bogoesevitsj werd op 4 juli 2003 in Moskou geboren als dochter van Yulia en Sergey Bogoesevitsj. Ze heeft een gemengde Russische en Koreaanse afkomst. Bogoesevitsj begon haar professionele zangcarrière in 2012, toen ze deelnam aan een internationaal kunstfestival in Macedonië; later verscheen ze in de televisieprogramma's Okno v Parizh en Shkola muzyki.

### 2014-heden: Golos deti, New Wave Junior en Junior Eurovisie
In 2014 werd Bogoesevitsj geselecteerd om deel te nemen aan het eerste seizoen van Golos deti, de Russische versie van The Voice Kids. Na de blind audition sloot ze zich aan bij team Dima Bilan. Ze reikte tot de battle-shows, alvorens ze werd uitgeschakeld. Na Golos deti nam Bogoesevitsj deel aan New Wave Junior 2014, waar ze als tweede eindigde.
In april 2017 werd bekend dat Bogoesevitsj deel ging nemen aan de Russische nationale selectie voor het Junior Eurovisiesongfestival 2017 met het nummer "Krylya". Ze won en werd zodoende verkozen om Rusland te vertegenwoordig op het Junior Eurovisiesongfestival 2017. Haar lied kreeg later de Engelse titel "Wings". Bij de finale op 26 november 2017 werd Bogoesevitsj uitgeroepen tot winnaar van de competitie. Ze was de tweede Russische deelneemster die wist te winnen, na de Tolmachevy Sisters in 2006.

## Discografie
| Titel            | Jaar | Album            |
| ---------------- | ---- | ---------------- |
| "Wings" (Krylya) | 2017 | Non-album single |

2005: Vlad Kroetskich · 
2006: The Tolmachevy Twins · 
2007: Aleksandra Golovtsjenko · 
2008: Michail Poentov · 
2009: Jekaterina Rjabova · 
2010: Sasja Lazin & Liza Drozd · 
2011: Jekaterina Rjabova · 
2012: Lerika · 
2013: Dajana Kirillova · 
2014: Alisa Kozjikina · 
2015: Michail Smirnov · 
2016: Water of Life Project · 
2017: Polina Bogoesevitsj · 
2018: Anna Filiptsjoek · 
2019: Tatiana & Denberel · 
2020: Sofia Feskova · 
2021: Tanja Mezjentseva
2003: Dino Jelušić · 
2004: María Isabel · 
2005: Ksenia Sitnik · 
2006: The Tolmachevy Twins · 
2007: Aleksej Zjigalkovitsj · 
2008: Bzikebi · 
2009: Ralf Mackenbach · 
2010: Vladimir Arzumanian · 
2011: Candy · 
2012: Anastasija Petryk · 
2013: Gaia Cauchi · 
2014: Vincenzo Cantiello · 
2015: Destiny Chukunyere · 
2016: Mariam Mamadasjvili · 
2017: Polina Bogoesevitsj · 
2018: Roksana Węgiel · 
2019: Wiktoria Gabor · 
2020: Valentina · 
2021: Maléna · 
2022: Lissandro · 
2023: Zoé Clauzure